# Panenka hnědoprsá
Panenka hnědoprsá (Lonchura castaneothorax) je druh astrildovitého ptáka z početného rodu Lonchura. Je to malý a převážně hnědě zbarvený druh ptáka, náprsenka a břicho jsou bílé. Areál rozšíření zahrnuje Austrálii, Novou Kaledonii, Indonésii a Papuu Novou Guineu. Lidmi byla panenka hnědoprsá dovezena i do Francouzské Polynésie. V Austrálii se tomuto druhu přezdívá také bully bird.

## Taxonomie

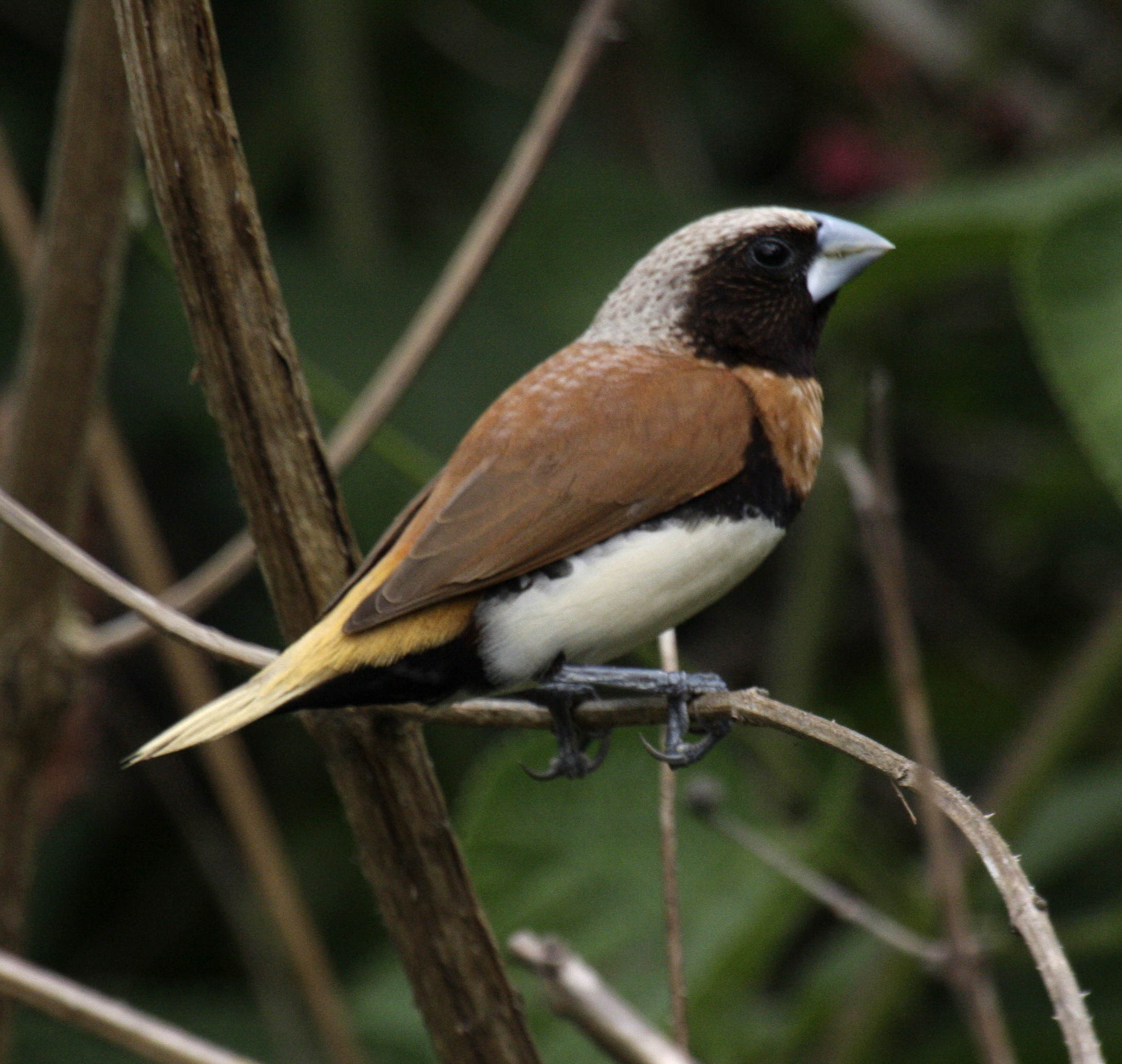
Jedinec z Queenslandu

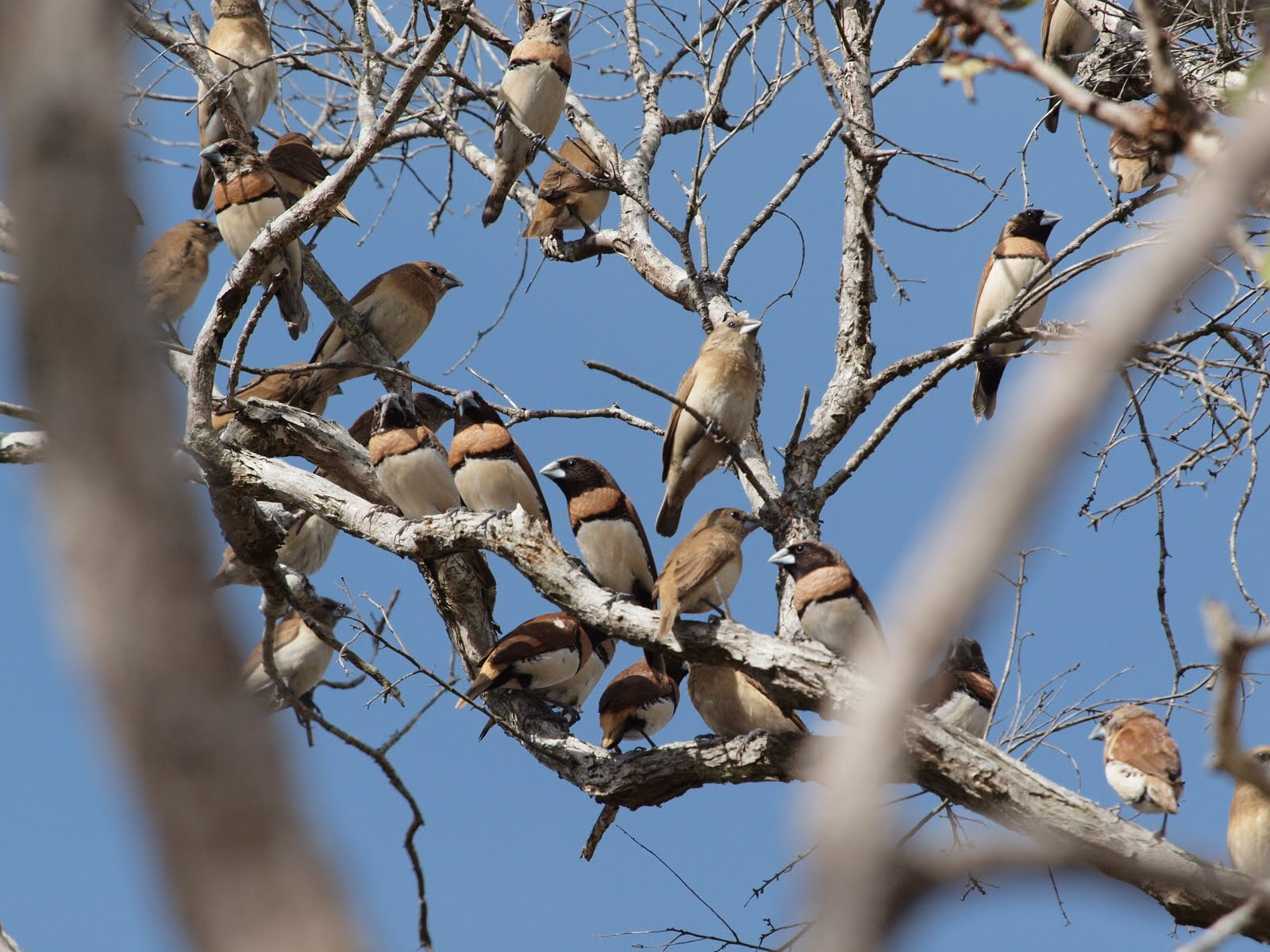
Hejno ptáků v Queenslandu

Druh panenka hnědoprsá poprvé popsal John Gould v roce 1837. Obecně bývá popisováno několik poddruhů, přičemž ten nejmladší byl popsán roku 1952. Speciálně poddruh panenka hnědoprsá Sharpova je oblíbená mezi chovateli okrasného ptactva, přestože se jen nepatrně odlišuje od nominátního poddruhu Lonchura castaneothorax castaneothorax.
- Lonchura castaneothorax boschmai
- Lonchura castaneothorax castaneothorax
- Lonchura castaneothorax ramsayi
- Panenka hnědoprsá Sharpova (Lonchura castaneothorax sharpii)
- Lonchura castaneothorax uropygialis

Některé zdroje popisují i poddruh Lonchura castaneothorax assimilis, oficiálně se ale nejedná o uznaný poddruh. Panenka hnědoprsá je druh drobnější ptáka z čeledi astrildovitých, z rodu Lonchura. Obecně je možné často vidět astrildovité v klecích chovatelů okrasného ptactva a panenka hnědoprsá není výjimkou. Lze ji potkat u soukromých chovatelů i v Česku a tuzemský chov má více než padesátiletou tradici. Samotný rod Lonchura ale není příliš oblíbený, jednu z výjimek krom panenky hnědoprsé ale tvoří například panenka muškátová.

## Popis
Panenka hnědoprsá je drobný astrildovitý pták, délka těla se pohybuje mezi 10 a 10,5 cm. U tohoto druhu neexistuje vlastně vůbec žádný pohlavní dimorfismus, proto je rozeznat samici od samce téměř nemožné. Pouze mladí jedinci jsou celohnědí.
Jednotlivé poddruhy se mírně liší vzhledem, avšak především areálem výskytu. Nominátní poddruh L. c. castaneothorax se vyskytuje v západní Austrálii. Pokud bychom jako uznaný brali i poddruh L. c. assimilis, pak by byla jako areál výskytu uváděna severní Austrálie. Poddruh L. c. ramsayi obývá především jihovýchodní Papuu Novou Guineu. Na rozdíl od nominátního poddruhu má tento výrazně tmavší, až černou, hlavu a samičky jsou barevně výraznější než samečci. L. c. boschmai je poddruh vyskytující se v okolí Lake Wissel a je typický bledším až slámovým peřím na ocase. Panenka hnědoprsá Sharpova obývá město Jayapura a Papuu Novou Guineu. Má typické světle šedé peří na hlavě. L. c. uropygialis se vyskytuje v Geelvink Bay v provincii Západní Papua. Ocasní peří může mít oranžový nádech.
Panenka hnědoprsá se sice vyskytuje i ve Francouzské Polynésii, ale nejedná se zde o původní druh, naopak, byl sem dovezen lidmi. Místní panenky přizpůsobily své zvyky zdejšímu prostředí, čímž ukazují svoji přizpůsobivost vůči novým prostředím.

### Mutace
Jelikož jsou panenky hnědoprsé oblíbené jak u zahraničních, tak u tuzemských chovatelů, po krátké době byla vyšlechtěna první mutace, pokud tedy nepočítáme přírodní zbarvení, a to mutace hnědá. Tato mutace má oproti nominátnímu poddruhu téměř žlutý široký pruh na hlavě a ocasní peří stejné barvy. Břicho je bílé, avšak náprsenka a zbytek těla jsou světle hnědé se žlutým nádechem. Zobák je typicky kovové barvy.

## Ekologie
Panenka hnědoprsá vyhledává především rákosí a mangrovové lesy v okolí vodních ploch, které jsou pro ně důležité a soustřeďuje se kolem nich většina jejich života. Tento druh je možné vidět i na plantážích s cukrovou třtinou a na polích s obilím.
John Gould sám napsal: „Neměl jsem dostatek štěstí na setkání s tímto ptákem ve volné přírodě, ale bylo mi řečeno, že vyhledávají především rákosiny na březích řek na východním pobřeží a hodně se podobají sýkořici vousaté.“
Panenky hnědoprsé se v Austrálii v době rozmnožování vyskytují v párech, ale v pozdních podzimních a zimních obdobích se shlukují do velkých hejn a společně se živí na obilovinách nebo již zmíněné cukrové třtině. Obzvláště velkou zálibu mají panenky hnědoprsé v ječmenu, oblíbené je ale mezi nimi i divoce rostoucí proso. Jedná se tedy o vysoce společenský druh. Hnízdo, postavené nízko nad zemí, má lahvovitý tvar a samička do něj snese 4 až 8 vajec. Ta inkubuje po dobu 14 dní a 22 dní po vylíhnutí mláďata poprvé opouštějí hnízdo. Za dalších 16 dní už jsou plně samostatná.